# Ivan Milinković
Ivan Milinković (Loznica, 15. jul 1962) je srpski pevač izvorne muzike, pop i operske muzike, najpoznatiji kao solista grupe „Legende“.
Milinković je bio član grupe “Legende” od 1989. do 2019. godine kada je započeo solo karijeru. Pre nego što je postao član grupe bio je devet godina u Beogradskoj operi, od toga pet godina u horu, i četiri godine solista u sporednim i glavnim ulogama. Živi i radi u Beogradu.

## Nagrade i priznanja
Sa statusom estradnog umetnika dobio je više nagrada: drugo mesto i prva nagrada publike na takmičenju mladih pevača narodne izvorne muzike u Pirotu 1986. godine, četvrto mesto na takmičenju mladih operskih pevača u Beogradu 1993. godine.
Dobitnik je i prve nagrade na takmičenju mladih operskih pevača u Pjongjangu u Koreji 1995. godine.

## Festivali
- 1993. Beogradsko proleće - Nema starog Beograda (Veče gradskih pesama i romansi, kao vokal Legendi)
- 1996. Beogradsko proleće - Jednom (Veče gradskih pesama i romansi, kao vokal Legendi)
- 1997. Pjesma Mediterana, Budva - Zašto ne volim proleće (kao vokal Legendi)
- 2023. Sabor narodne muzike Srbije, Beograd - I to je malo, drugo mesto i nagrada za interpretaciju

## Spoljašnje veze
- Grupa „Legende“